# Zephyranthes albolilacinus
Zephyranthes albolilacinus är en amaryllisväxtart som beskrevs av Martín Cárdenas Hermosa. Zephyranthes albolilacinus ingår i släktet Zephyranthes och familjen amaryllisväxter.
Artens utbredningsområde är Bolivia. Inga underarter finns listade i Catalogue of Life.